# René Perrin
 (mai 2016).
Si vous disposez d'ouvrages ou d'articles de référence ou si vous connaissez des sites web de qualité traitant du thème abordé ici, merci de compléter l'article en donnant les références utiles à sa vérifiabilité et en les liant à la section « Notes et références ».
Pour les articles homonymes, voir Perrin.
René Perrin est un industriel et inventeur français du secteur de l'acier. Il fut le créateur d'une métallurgie rapide en inventant le procédé Ugine-Perrin.

## Biographie
René Perrin naît le 7 juin 1893 à Grenoble. Son père, ingénieur polytechnicien et officier de carrière, meurt en 1904. Il effectue des études au lycée Champollion de Grenoble ; en 1911, il est reçu à Polytechnique. Il en sort en 1913 dans un rang qui lui permet d’accéder au corps des Mines. La guerre de 1914-1918 l’empêche d’y entrer et le jeune lieutenant René Perrin (21 ans) part pour le front dans l’artillerie. Grièvement blessé en 1915, il est alors nommé adjoint à l’ingénieur de contrôle de fabrication dans l’entreprise Schneider.  
Il se marie en 1917, avec Hélène Sentis, grenobloise d’origine. 
À la fin des hostilités, il reprend ses études à l’École des Mines. 
À la fin de ses études, en 1920 (27 ans), on lui offre d'occuper la chaire de physique de l'école, mais il préfère abandonner les Mines et entrer aux Aciéries d'Ugine, comme adjoint du fondateur Paul Girod. Toute sa carrière s'accomplira dans cette aciérie.  
En 1922, Paul Girod doit quitter la société, mise en difficulté par une dette de 50 millions francs consécutive à la baisse des ventes à la fin de la guerre et aux réticences des banques, en particulier la Banque Laydernier, à financer ses projets dans les lignes à haute-tension. Paul Girod est obligé de la confier à la Société de transports d'énergie des Alpes, partagée avec la Société grenobloise de force et lumière. Avant de partir, il crée la Société d’électrochimie, d'électrométallurgie et des aciéries électriques d'Ugine (SECEMAEU). Le successeur au poste de directeur est Georges Painvin, un X-Mines comme lui, qui décide de faire confiance à René Perrin, qui devient alors sous-directeur (1925), puis directeur (1928) des Aciéries d’Ugine. 
À partir de 1930, il assure le développement de l’usine d’Ugine et de son laboratoire. Il élabore notamment un procédé de coulée rapide des aciers, qui porte le nom de procédé Ugine-Perrin et qui accroît grandement la productivité et la qualité du métal obtenu. Les premiers essais de ce procédé ont lieu en 1930 et la première utilisation industrielle en 1935. René Perrin devient directeur général adjoint en 1945 puis directeur général en 1953. 
En janvier 1955, il est élu à l’Académie des Sciences. Son épée d’académicien, toute en aciers spéciaux, lui est remise le 1er juin 1956. 
Il est finalement nommé Président directeur général en 1959, fonction qu’il conservera jusqu’au 26 juin 1964. Il sera, à son départ, nommé Président d’honneur.
René Perrin meurt le 15 janvier 1966 à Paris.

## Publications
- « Four à induction électromagnétique autorégulateur de température », in Revue de Métallurgie, 1931 (en collaboration avec V. Sorel)
- « Extrapolation à la géologie des données métallurgiques », in Annales des Mines, 1934
- « Métamorphisme et plissement », in Comptes rendus de l'Académie des Sciences (CRAS), 1936
- « Application d’études récentes sur les diffusions d’ions et la constitution des minéraux à l’interprétation de faits géologiques », in Bulletin de la Société française de Géologie, 1949 (en collaboration avec M. Roubault)
- « De l’origine des bulles à libelle mobile », in Bulletin de la Société française de minéralogie, 1951
- « Métamorphisme, granitisation et volcanisme », in CRAS, 1953
- « De la cristallisation de matériaux industriels à la genèse de roches grenues », in Bulletin de la Société française de Minéralogie, 1954 (en collaboration avec M. Roubault)

## Décorations et titres
- Croix de guerre 14-18
- Commandeur de la légion d'honneur[2]
- Grand Officier de l'Ordre National du Mérite
- Croix du Mérite or de Pologne[3]